# Francis Crozier
Francis Rawdon Moira Crozier, född september 1796 i Banbridge på Irland (nuvarande Nordirland), död efter 1848 på King Williams land i Arktis eller i norra Kanada i nuvarande Nunavut. Var en brittisk marinofficer (kapten) som deltog i sammanlagt sex polarexpeditioner. Han var officer under den ökända Franklinexpeditionen och sedermera även dess befälhavare. Han omkom under den expeditionen.
Crozier hade tidigare 1827 deltagit i William Edward Parrys expedition att med slädar nå Nordpolen.

## Franklinexpeditionen
1845 värvades Crozier av det brittiska amiralitetet till Sir John Franklins polarexpedition till Arktis. Expeditionen hade som mål att utforska den sista delen av den omtalade Nordvästpassagen för Storbritanniens räkning. Crozier hade till en början föreslagits som expeditionens befälhavare av amiralitetets vice ordförande Sir John Barrow, men amiralitetets övriga medlemmar hade avslagit detta på grund av Croziers låga börd. Han tilldelades istället befälet på HMS Terror, ett av expeditionens två skepp. I det sista brevet hem till England som Crozier skrev då expeditionen provianterade på Grönland på senhösten 1845 skriver han att han inte litar på befälhavaren Sir John Franklins omdöme och att han fruktar att Franklins bristfälliga insikt kommer att leda till att expeditionen kommer att fastna i isen och inte kunna komma loss. En föraning som skulle visa sig stämma alltför väl.
Expeditionen nådde ön King Williams land innan de båda skeppen frös fast i packisen under vintern 1846–1847; därefter var det omöjligt för skeppen att ta sig loss. Befälhavaren Sir John Franklin avled enligt expeditionens loggbok den 11 juni 1847, varpå Crozier i egenskap av den med högst rang fick befälet över den stagnerade expeditionen. I en notering daterad till den 25 april 1848 som hittades i ett stenröse på King Williams land av en hjälpexpedition 1859 skriven av Crozier och löjtnant James Fitzjames, befälhavaren på expeditionens andra skepp HMS Erebus, står det att expeditionens medlemmar övergivit de fastfrusna skeppen och gett sig av mot det kanadensiska fastlandet för att försöka ta sig tillbaka till civilisationen till fots, då hade 9 officerare och 15 besättningsmän redan mist livet. Crozier och de övriga expeditionsmedlemmarna skulle aldrig återvända från Arktis utan omkom på vägen av köldskador, svält, skörbjugg, blyförgiftning orsakad av mat från dåligt tillverkade konservburkar och till viss del även kannibalism.
Croziers exakta öde är okänt men det finns ett vittnesmål från en inuit som påstod sig ha sett Crozier tillsammans med en annan överlevande från expeditionen i närheten av Baker Lake i det nordkanadensiska inlandet någon gång mellan 1852 och 1858; dessa vittnesuppgifter är dock väldigt osäkra.